# Медісон (Південна Дакота)
Медісон (англ. Madison) — місто (англ. city) в США, в окрузі Лейк штату Південна Дакота. Населення — 6191 особа (2020).

## Географія
Медісон розташований за координатами 44°0′22″ пн. ш. 97°6′31″ зх. д. / 44.00611° пн. ш. 97.10861° зх. д. (44.006216, -97.108478).  За даними Бюро перепису населення США в 2010 році місто мало площу 11,95 км², уся площа — суходіл.

## Демографія
Згідно з переписом 2010 року, у місті мешкали 6474 особи в 2627 домогосподарствах у складі 1449 родин. Густота населення становила 542 особи/км².  Було 2848 помешкань (238/км²).
Расовий склад населення:
| - 94,5 % — білих - 1,1 % — азіатів - 0,9 % — корінних американців - 0,7 % — чорних або афроамериканців - 1,3 % — осіб інших рас |

До двох чи більше рас належало 1,5 %. Частка іспаномовних становила 2,4 % від усіх жителів.
За віковим діапазоном населення розподілялося таким чином: 20,6 % — особи молодші 18 років, 62,1 % — особи у віці 18—64 років, 17,3 % — особи у віці 65 років та старші. Медіана віку мешканця становила 34,6 року. На 100 осіб жіночої статі у місті припадало 99,2 чоловіків;  на 100 жінок у віці від 18 років та старших — 97,4 чоловіків також старших 18 років.
Середній дохід на одне домашнє господарство  становив 53 902 долари США (медіана — 40 922), а середній дохід на одну сім'ю — 70 848 доларів (медіана — 58 597). Медіана доходів становила 38 258 доларів для чоловіків та 31 005 доларів для жінок. За межею бідності перебувало 21,9 % осіб, у тому числі 38,0 % дітей у віці до 18 років та 9,4 % осіб у віці 65 років та старших.
Цивільне працевлаштоване населення становило 3782 особи. Основні галузі зайнятості: освіта, охорона здоров'я та соціальна допомога — 24,5 %, виробництво — 22,4 %, роздрібна торгівля — 13,8 %, мистецтво, розваги та відпочинок — 10,3 %.